# الوری (کمون)
الوری (به فرانسوی: Allery) یک کمون در فرانسه است که در canton of Hallencourt واقع شده‌است. الوری ۱۳٫۰۷ کیلومتر مربع مساحت دارد ۲۸ متر بالاتر از سطح دریا واقع شده‌است.